# Bruinkeelmuisspecht
De bruinkeelmuisspecht (Dendrexetastes rufigula) is een zangvogel uit de familie Furnariidae (ovenvogels).

## Verspreiding en leefgebied
Deze soort telt vier ondersoorten:
- D. r. rufigula: de Guyana's en N-Brazilië.
- D. r. moniliger: W-Brazilië.
- D. r. paraensis: NE-Brazilië (bezuiden de Amazonerivier).
- D. r. devillei: het westelijk Amazonebekken (van ZO-Colombia tot NO-Bolivia).

## Status
De grootte van de populatie is niet gekwantificeerd maar de soort wordt omschreven als vrij algemeen. Op de Rode lijst van de IUCN heeft deze soort de status niet bedreigd.

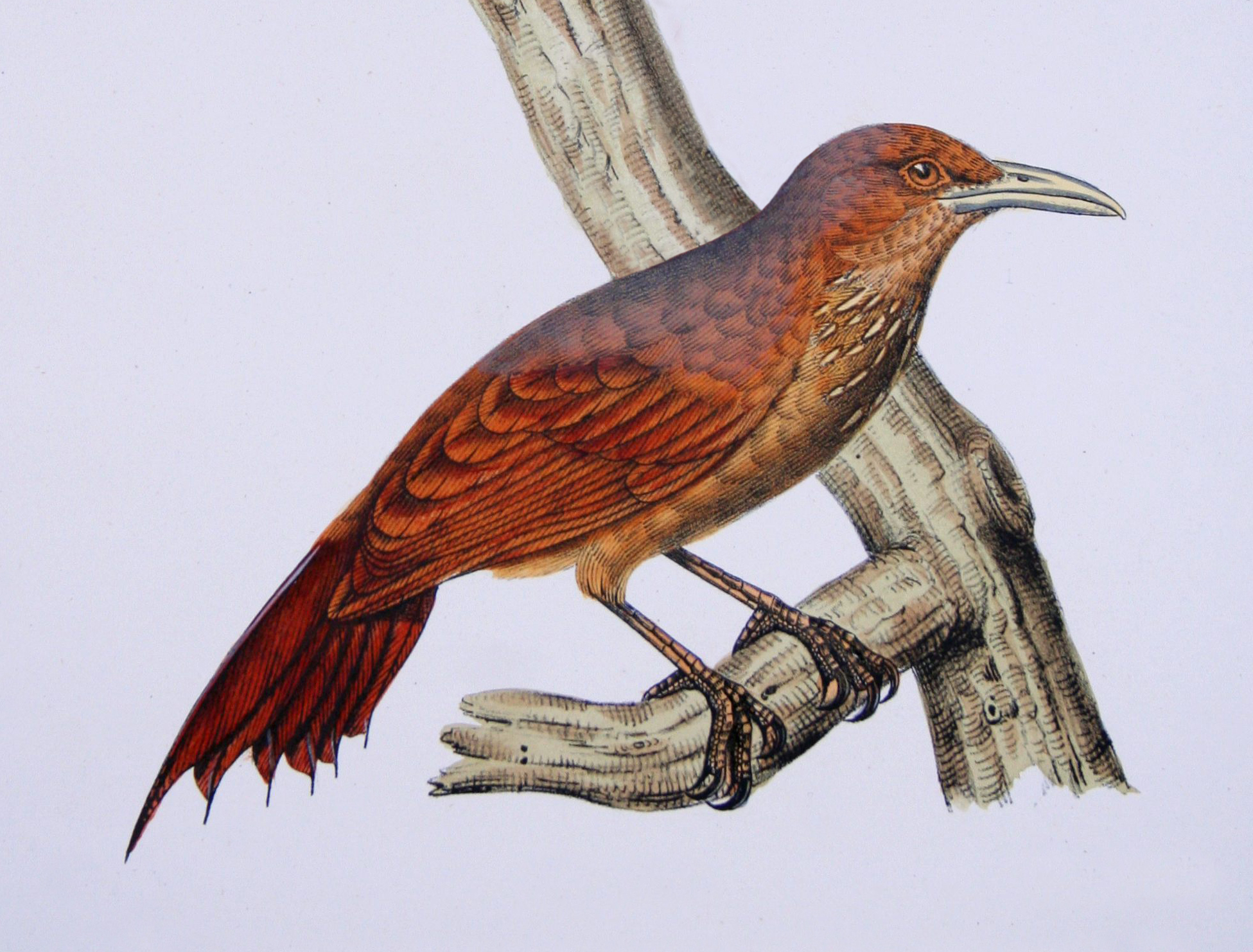